# 王輦
王輦（1524年—？），字子侍，山東濟南府武定州陽信縣民籍，直隸鳳陽府定遠縣人，明朝政治人物。

## 生平
山東鄉試第七十四名舉人。嘉靖四十一年（1562年）中式壬戌科會試第二百九十七名，三甲第二百零九名進士。历官云南曲靖军民府知府，万历二年（1574年）六月升陕西苑马寺少卿兼佥事，分管東路，六年六月以御史李时成论劾，照不谨例冠带闲住。

## 家族
曾祖王憲；祖父王佐，壽官 贈工部郎中；父王利，工部郎中。前母宗氏（贈宜人）；母張氏（封宜人）。慈侍下。